# Эксусиократор
Эксусиократор (греч. ἐξουσιοκράτωρ) — византийский титул аланских царей был потестарно-политическим термином, официально прилагавшимся в византийской дипломатии к правителю (царю) Алании. Он обозначал суверенное лицо, обладавшее высшей политической властью над территорией Алании и её подданными. Эксусиократор был независимым правителем, «самовластным другом» василевсов и не находился в вассальных связях с Византийской империей в X – XII вв.
Титул эксусиократор ‘властодержец’ представляет собой композитную лексему из двух греческих слов: сущ. εξουσ ία ‘мощь, сила, право, власть’ + глагол κρατέω ‘имею власть, обладаю; побеждаю’.
Конституирование монархической и наследственной власти эксусиократора Алании произошло после официального принятия христианства, образования митрополии, в процессе расширения политических и церковных связей с Византийской империей и установления родственных отношений с императорским двором. Власть аланских царей во многом формировалась под влиянием византийской придворной политической культуры. Титул эксусиократора мог быть присвоен аланскому правителю уже в конце первой четверти X в. и сохранялся до второй половины XII в. Институт монархической власти в Алании во второй половине XII в. вступает в полосу кризиса, связанного с углубляющейся политической децентрализацией и нарастанием внешних угроз. Военно-союзнические отношения Алании со слабеющей Византийской империей, особенно в последней трети XII в., захват Константинополя в 1204 г. крестоносцами, распад империи усугубили внутриполитическую ситуацию в Аланском государстве и привели к окончательному упадку власти «эксусиократора всей Алании».